# Zlatni Palaungi
Zlatni Palaungi (Golden Palaung, Shwe, Ta-ang), jedna od nekoliko skupina naroda Palaung nastanjenih u burmanskoj državi Šan 148,000  (1982) i kineskoj provinciji Yunnan 2,000 (1995 SIL). Na područje države Šan Palaungi dolaze tijekom 12 stoljeća iz Yunnana i naseljavaju ga prije Šana. Prema jeziku razlikuju se od ostalih Palaunga, Srebrnih ili Pale, Riang-Lang i Rumaia.
Palaungi su farmeri, poglavito uzgajivači riže i čaja. Obitelji su proširene a kuće su im građene od bambusa. Od Srebrnih Palaunga razlikuju se po nošnji (boji pojasa). Česte su bračne veze sa Šanima i Burmancima. Glavno središte Zlatnih Palaunga je Namshan na sjeveru države Šan. Po vjeri su theravada-budisti.

## Vanjske poveznice
- Palaung, Shwe
- Palaung, Golden, Shwe of Myanmar (Burma)